# Joodse begraafplaats (Strijen)
De Joodse begraafplaats in Strijen ligt langs de Oud-Bonaventuresedijk. Ze werd in 1895 in gebruik genomen en de eerste begrafenis vond een jaar later plaats. De Joodse gemeente was ontstaan in de 18de eeuw en was klein, maar wel zelfstandig. Sinds 1857 hadden ze een eigen synagoge aan de Kerkstraat. Voor de Tweede Wereldoorlog was het aantal Joden in Strijen al wat afgenomen. Zij die er nog waren, werden bijna allemaal gedeporteerd.
In 1948 werd de gemeente opgeheven en bij Rotterdam gevoegd. De begraafplaats werd nog tweemaal gebruikt: in 1969 en in 2002. Thans staan er 28 grafstenen en één gedenksteen. Het aantal begravenen is echter hoger. Zo is bekend dat er een bij de geboorte overleden drieling is begraven, maar een gedenkteken ontbreekt.
Op de begraafplaats staat ook een metaheerhuis. Nabij de Leeuwerikstraat staat een monument voor de slachtoffers voor de oorlog.